# Martyna Opoń
Martyna Opoń (ur. 12 września 1991 w Poznaniu) – polska lekkoatletka, sprinterka.

## Kariera
Medalistka mistrzostw Polski seniorów – reprezentując barwy AZS Poznań zdobyła srebro w sztafecie 4 × 100 metrów (Bydgoszcz 2009). Stawała także na podium mistrzostw kraju w innych kategoriach wiekowych: kadetek, juniorów oraz młodzieżowców (w tej ostatniej kategorii reprezentowała Polskę w meczach międzypaństwowych).

## Osiągnięcia
| Rok  | Impreza                                 | Miejsce   | Konkurencja        | Pozycja    | Wynik   |
| ---- | --------------------------------------- | --------- | ------------------ | ---------- | ------- |
| 2010 | Mistrzostwa świata juniorów             | Moncton   | sztafeta 4 x 100 m | eliminacje | 45,54   |
| 2010 | Mistrzostwa świata juniorów             | Moncton   | sztafeta 4 x 400 m | 8. miejsce | 3:42,70 |
| 2011 | Młodzieżowe mistrzostwa Europy          | Ostrawa   | bieg na 200 m      | 8. miejsce | 23,95   |
| 2011 | Młodzieżowe mistrzostwa Europy          | Ostrawa   | sztafeta 4 x 100 m | 7. miejsce | 44,67   |
| 2013 | Superliga drużynowych mistrzostw Europy | Gateshead | sztafeta 4 × 100 m | 6. miejsce | 43,85   |
| 2013 | Młodzieżowe mistrzostwa Europy          | Tampere   | bieg na 100 m      | półfinał   | 11,94   |
| 2013 | Młodzieżowe mistrzostwa Europy          | Tampere   | bieg na 200 m      | eliminacje | 23,83   |

## Rekordy życiowe
- Bieg na 100 metrów – 11,62 (2011) / 11,48w (2012)
- Bieg na 200 metrów – 23,55 (2011)